# Колаковићи (Олово)
Колаковићи су насељено мјесто у Федерацији Босне и Херцеговине у општини Олово, у Босни и Херцеговини. На попису становништва 1991. у њему је живио 271 становник.

## Историја
Насељено мјесто Колаковићи је до 1992. комплетно припадало предратној општини Олово. Током рата у Босни и Херцеговини оно се нашло на линији фронта двије зараћене стране. Након овог рата, село је подјељено и дио села се нашао под контролом муслиманских снага, те је припало општини Олово у саставу Федерације БиХ, а други дио је био под контролом Војске Републике Српске, па је припало и општини Соколац у Републици Српској.

## Становништво
| Националност | 1991. |
| Муслимани    | 253   |
| Срби         | 17    |
| Хрвати       | 0     |
| Југословени  | 1     |
| остали       | 0     |
| Укупно       | 271   |